# Fernão Joanes
Fernão Joanes is een plaats (freguesia) in de Portugese gemeente Guarda en telt 333 inwoners (2001).